# Miatsum

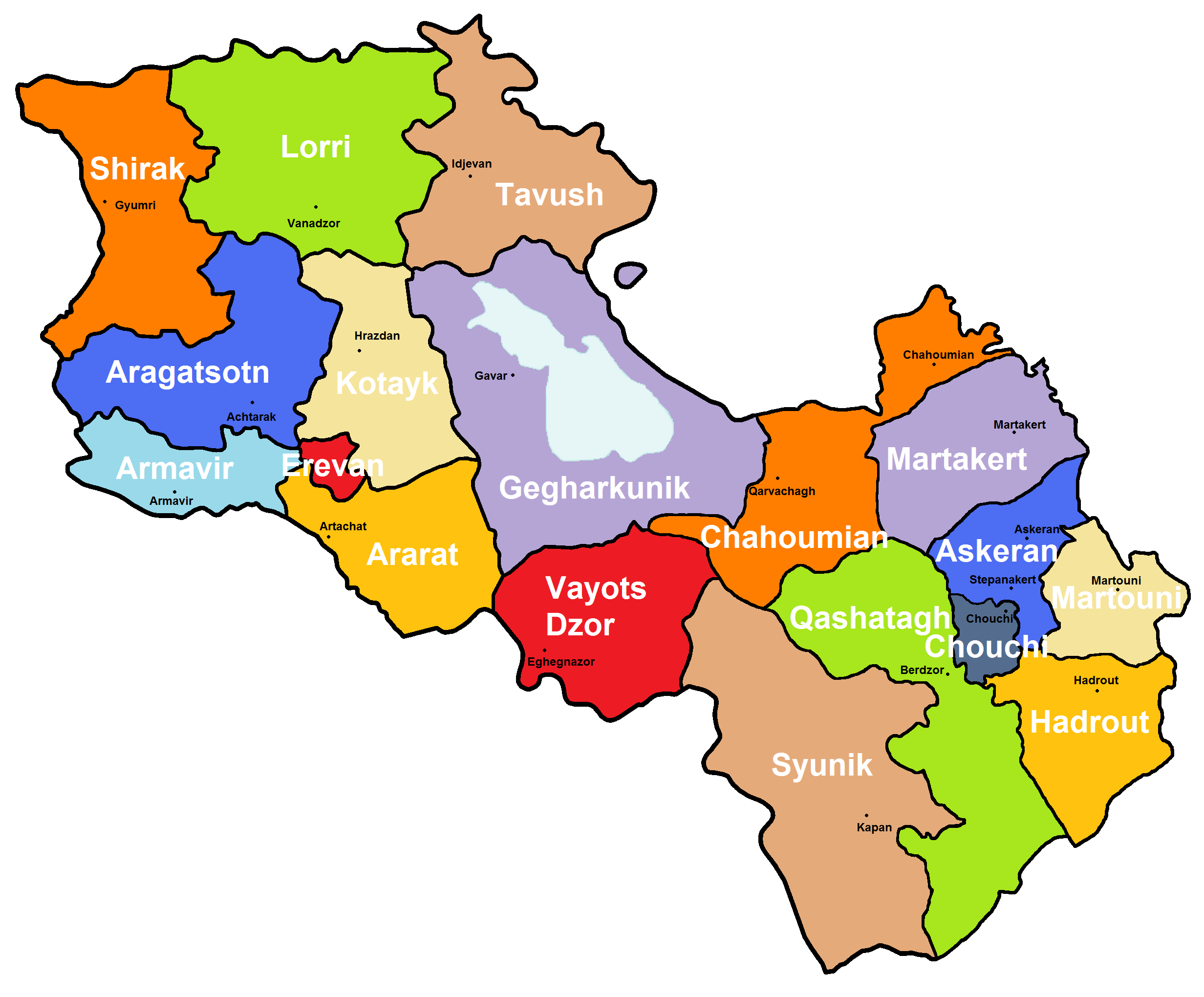
Miatsum, le désir de l'Arménie rassemblée, intégrant Chouchi, Martakert et Askeran.

Le mot arménien Miatsum (en alphabet arménien Միացում), signifiant littéralement « unification », représente à la fois l'adjonction politique du Haut-Karabagh à l'Arménie d'une part, mais aussi le désir prégnant et séculaire des Arméniens du Haut-Karabagh de rejoindre l'Arménie.
Si cette réunification politique est partiellement mise en œuvre avec l'autonomie du Haut-Karabagh (vis-à-vis de l'Azerbaïdjan) depuis son indépendance autoproclamée le 2 septembre 1991, elle ne jouit d'aucune reconnaissance officielle,.

## Histoire d'un désir

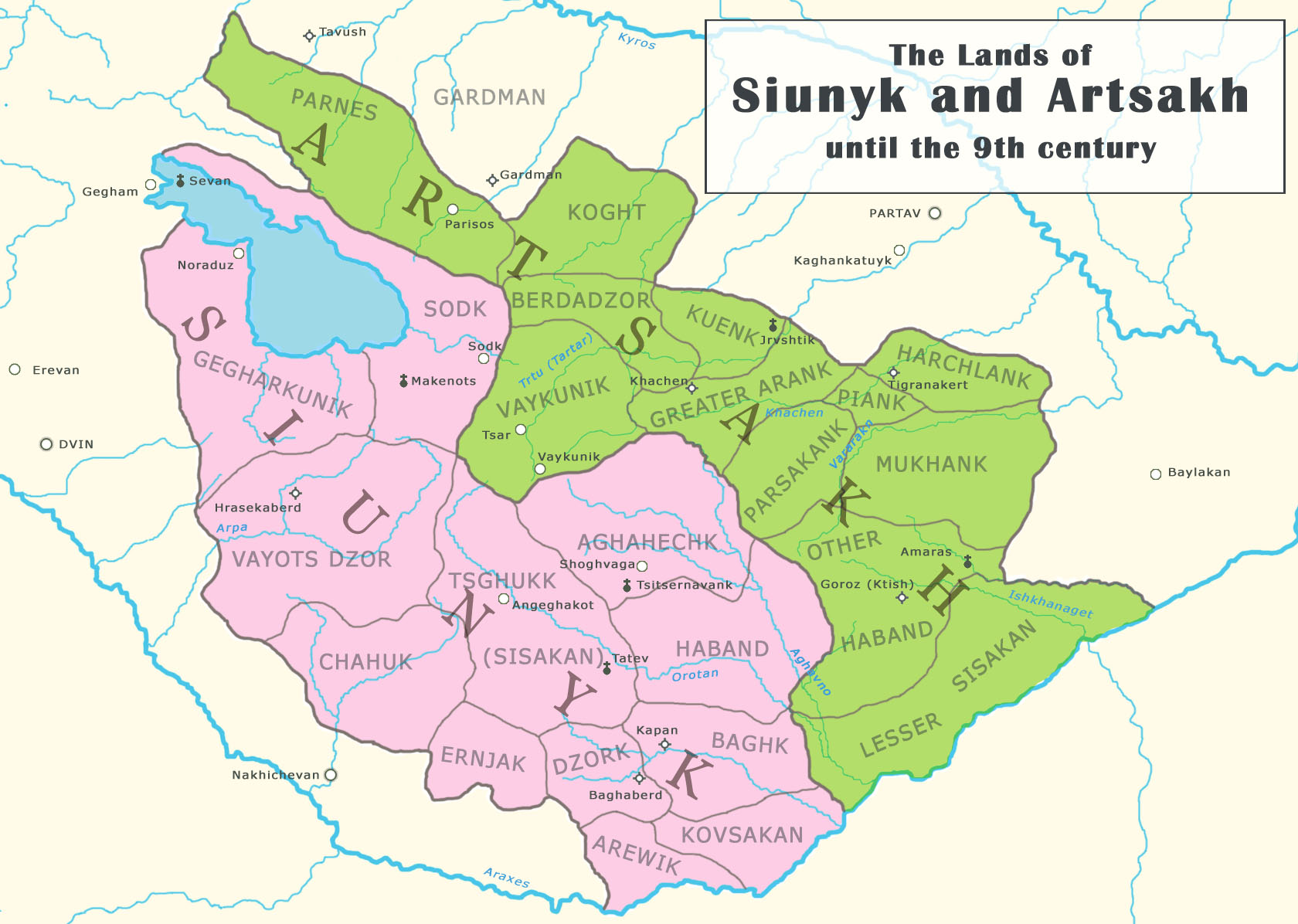
En vert, l'Artsakh jusqu'au IXe siècle.

L'Artsakh était la dixième province de la Grande-Arménie. Or les frontières de l'Artsakh correspondent approximativement à celle du Haut-Karabagh. Aujourd'hui, le toponyme Artsakh (Արցախ en arménien) est en outre l'autre nom officiel du Haut-Karabagh.
À la suite de la déclaration d'indépendance de la Première République d'Arménie, le 28 mai 1918, un certain nombre de négociations ont lieu, notamment à la conférence de paix de Paris de 1919, qui n'empêchent pas l'attribution du Haut-Karabagh (à l'instar du Zanguezour ) à l'Azerbaïdjan. Les Arméniens du Haut-Karabagh, découragés, finissent par se laisser convaincre d'accepter le contrôle de l'Azerbaïdjan, du moins provisoirement et dans le cadre d'une entité autonome. L'occasion d'une adjonction à la toute jeune république d'Arménie était passée, créant indubitablement une grande frustration dans la population arménienne du Haut-Karabagh, où peut-être, faut-il aller chercher les origines du Miatsum.
En février 1921, l'Arménie se retrouve intégrée à l'Union soviétique qui crée alors une RSS d'Arménie. Une fois encore le Haut-Karabagh ne rejoint pas l'Arménie. Il devient une région autonome appartenant à la RSS d'Azerbaïdjan, à partir de 1923.
Profitant de la perestroïka, la région autonome se déclare en sécession le 20 février 1988. Le 15 juin 1988, l'Azerbaïdjan revendique alors le territoire du Haut-Karabagh pourtant peuplé d'une très grande majorité d'Arméniens (d'après le recensement de 1989, 145 500 Arméniens vivent au Haut-Karabagh, sur une population totale de 189 000 habitants) désireux que le Haut-Karabagh rejoigne l'Arménie. La guerre du Haut-Karabagh éclate alors entre les RSS d'Arménie et d'Azerbaïdjan, puis entre la république d'Arménie et la république autonome du Haut-Karabagh d'une part et la république d'Azerbaïdjan d'autre part, qui n'est interrompue que le 16 mai 1994 avec le cessez-le-feu imposé par le groupe de Minsk.
Le Miatsum, ce désir séculaire, s'est donc développé au gré des occasions ratées de rattachement du Haut-Karabagh à l'Arménie.

## Miatsumet symbole national

Drapeau du Haut-Karabagh.

Le drapeau arménien a directement inspiré le drapeau du Haut-Karabagh, adopté le 26 janvier 1993. Sur le drapeau arménien est en effet apposé un chevron blanc en zigzag, symbolisant la séparation d'avec la mère patrie et son désir de réunification. À l'analyse du drapeau, ce désir de réunification apparaît, le Haut-Karabagh étant représenté à l'aide d'une flèche triangulaire venant inéluctablement intégrer le giron de l'Arménie, où sa place semble l'attendre.

## Parallèle historique
Le pouvoir azerbaïdjanais a comparé, à de multiples reprises, le Miatsum à l'Anschluss, l'annexion par l'Allemagne nazie de l'Autriche en 1938.
Les détracteurs de cette comparaison contestent cette thèse en rappelant que le pouvoir et le peuple autrichiens n'ont pas été consultés ; en effet, le chancelier autrichien, Kurt von Schuschnigg, tenta d’organiser un référendum pour demander à la population autrichienne si elle souhaitait rester indépendante ou être incorporée à l’Allemagne. Alors même que le chancelier espérait un résultat favorable à l'indépendance, le parti nazi autrichien organisa un coup d'État, qui conduisit à l'annulation du référendum. Le pouvoir ayant été transféré à l’Allemagne, les troupes de la Wehrmacht procédèrent alors à l'annexion de l'Autriche sans l'assentiment préalable, ni du pouvoir, ni de la population autrichienne.
Un second argument proposé consiste à distinguer réunification et annexion ; en termes de comparaison historique, le Miatsum s’apparenterait plutôt à l'Énosis, dans son désir intrinsèque, comparable au désir chypriote de rejoindre la Grèce, durant la colonisation anglaise.

### Note
1. ↑  À l'exception de celle formulée par la Transnistrie, elle-même république autoproclamée reconnue par un petit nombre d'États ; pour le statut international de cette dernière, cf. l'article « République moldave du Dniestr ».